# عنصر مقاله
عنصر مقاله یک عنصر معنایی HTML5 است که مشابه <section> و <header> می‌باشد. این عنصر بیشتر برای نگهداری اطلاعاتی استفاده می‌شود که ممکن است به طور مستقل از سایر بخش‌های سایت یا برنامه‌ای که در آن ظاهر می‌شود، توزیع شود.

## ویژگی ها و کاربرد
عنصر <article> در HTML5 نمایانگر یک ترکیب کامل در یک صفحه وب یا برنامه وب است که به طور مستقل قابل توزیع یا استفاده مجدد است، به عنوان مثال در توزیع محتوا. این می‌تواند یک پست در انجمن، یک مقاله در مجله یا روزنامه، یک ورودی وبلاگ، یک نظر ارسال شده توسط کاربر، یک ویجت یا بزار تعاملی، یا هر مورد مستقل دیگری از محتوا باشد. 

### نمونه‌های مورد استفاده
در ابتدایی ترین حالت، <article> می توان برای کپسوله کردن متن و عنوان مربوطه مانند موارد زیر استفاده کرد:
```
<
article
>

 
<
h2
>
Insert Title Here
</
h2
>

 
<
p
>
Insert a paragraph of text here
</
p
>

</
article
>

```

ورودی‌های انجمن و نظرات معمولاً توسط تگ‌های تودرتوی <article> پیاده‌سازی می‌شوند:
```
<
article
>

 
<
header
>

  
<
h1
>
Entry Title
</
h1
>

  
<
p
>
Header Info
</
p
>

 
</
header
>

 
<
p
>
Content of entry...
</
p
>

 
<
article
>

  
<
header
>

   
<
h2
>
Author: John Smith
</
h2
>

   
<
p
>
Comment Info
</
p
>

  
</
header
>

  
<
p
>
Comment text...
</
p
>

 
</
article
>

 
<
article
>

  
<
header
>

   
<
h2
>
Author: Jane Johnson
</
h2
>

   
<
p
>
2nd Comment's Info
</
p
>

  
</
header
>

  
<
p
>
Comment text...
</
p
>

 
</
article
>

</
article
>

```

## مراجع
1. ↑  "HTML5 article element - W3C". W3.org. Retrieved 2014-05-08.

## پیوند های خارجی
- عنصر مقاله - مشخصات رسمی 2011 در W3.org
- پلاگین های وردپرس ریچ اسنیپت